# Виноградский, Николай Иванович
Никола́й Ива́нович Виногра́дский (2 апреля 1929 — до 2014) — советский и российский оператор документального кино, заслуженный деятель искусств РСФСР (1983).

## Биография
Родился 2 апреля 1929 года. С 1949 года — ассистент оператора, в 1957—1995 годах — оператор Ленинградской студии документальных фильмов (ныне — «Лендок»). Кроме фильмов автор сюжетов для кинопериодики «Ленинградская кинохроника», «Наш край», «Советская Карелия».
Член Союза кинематографистов СССР (Ленинградское отделение).
Скончался до апреля 2014 года.

## Фильмография
- 1961 — 12 Спартакиада Вооружённых сил (в соавторстве)[3]
- 1963 — Песни России (совместно с Н. Блажковым, Ф. Овсянниковым)[4]
- 1964 — Ленинградская кинохроника № 3
- 1965 — Рассказы рабочих (совместно с Н. Блажковым, А. Ивановым)[5]
- 1967 — Твоё щедрое сердце (совместно с А. Ивановым, А. Рейзентулом)[6]
- 1968 — Северное сияние (совместно с В. Донцом, Л. Рожиным, С. Иванюхиным, О. Хариным)[7]
- 1968 — Урок классического танца
- 1970 — Седьмая победа (совместно с Ю. Александровым, В. Гулиным, А. Ивановым, А. Рейзентулом)[8]
- 1971 — Вилегодские мужики (совместно с А. Рейзентулом)[9]
- 1973 — Физик[10]
- 1974 — Огни дружбы (совместно с В. Гулиным, В. Кононенко)[11]
- 1975 — Ленинград. Годы и свершения (совместно с А. Учителем)[12]
- 1975 — Ленинград — город-герой (совместно с А. Учителем)[13]
- 1977 — И светла Адмиралтейская игла[14]
- 1980 — Представление[15]
- 1981 — О спорт, ты — мир! (в соавторстве)
- 1983 — Фестиваль, фестиваль, фестиваль
- 1985 — Золото «Зенита» (спецвыпуск «Ленинградская хроника» № 4-5) (совместно с Н. Авруниным, В. Донцом, Л. Рожиным, А. Ивановым, С. Иванюхиным)[16]
- 1987 — В поисках портрета (совместно с Ю. Александровым, В.Донцом, С. Иванюхиным)[17]
- 1987 — Где же вы теперь… (совместно с В. Донцом, С. Иванюхиным, И. Петровым, Л. Рожиным, О. Роменским)[18]
- 1989 — Соотечественники (совместно с И. Петровым, А. Гребеньковым)[19]
- 1991 — Клон (совместно с И. Петровым)[20]
- 1994 — Закрытие выставки[21]

## Награды и звания
- Государственная премия РСФСР имени братьев Васильевых (1967) — за документальный фильм «Песни России» (1963)[22];
- заслуженный деятель искусств РСФСР (25 июля 1983)[22].

## Комментарии
1. ↑  Умер до апреля 2014 года, не дожив до 85-летнего юбилея — среди апрельских юбиляров в официальном органе Союза кинематографистов России «СК-Новости» № 4 2014 имени Н. И. Виноградского нет[2].